# RuPaul's Drag Race (quattordicesima edizione)
La quattordicesima edizione di RuPaul's Drag Race è andata onda sull'emittente televisiva VH1, dal 7 gennaio al 22 aprile 2022.
La stagione è stata confermata il 23 novembre 2020, tramite YouTube e Twitter, dove è stato annunciato l'inizio dei casting, che si sono conclusi il 15 gennaio 2021.
Il 3 dicembre 2021, con una diretta sull'account YouTube dell'emittente, la vincitrice della tredicesima edizione Symone ha annunciato le quattordici concorrenti, provenienti da diverse parti degli Stati Uniti, che competono per essere incoronate America's Next Drag Superstar.
Come l'edizione precedente, anche questa è stata interamente registrata durante la pandemia di COVID-19, ed è stata girata seguendo le norme ed i protocolli in vigore, incluso il test del tampone per tutte le concorrenti. Inoltre durante le riprese le concorrenti, i giudici e lo staff sono rimasti isolati e non hanno avuto contatti con l'esterno.
Willow Pill, vincitrice dell'edizione, ha guadagnato come premio 150000 $, una fornitura di cosmetici della Anastasia Beverly Hills cosmetics e una corona di Fierce Drag Jewels. Lady Camden, seconda classificata ha ricevuto, per la prima volta nella storia dello show, come premio 50000 $.
Angeria Paris VanMicheals e Jorgeous prenderanno poi parte alla nona edizione di RuPaul's Drag Race All Stars.

## Concorrenti
Le quattordici concorrenti che hanno preso parte al reality show sono state:
| Concorrente                | Vero nome                      | Età | Città                    | Posizionamento |
| -------------------------- | ------------------------------ | --- | ------------------------ | -------------- |
| Willow Pill                | Willow Patterson               | 26  | Denver – Colorado        | Vincitrice     |
| Lady Camden                | Rex Wheeler                    | 31  | Sacramento – California  | 2º posto       |
| Angeria Paris VanMicheals  | Tommie Laron                   | 27  | Atlanta – Georgia        | 3º/4º/5º posto |
| Bosco                      | Blair Costantino               | 28  | Seattle – Washington     | 3º/4º/5º posto |
| Daya Betty                 | Trenton Clarke                 | 25  | Springfield – Missouri   | 3º/4º/5º posto |
| DeJa Skye                  | Willie Redman                  | 31  | Fresno – California      | 6º/7º posto    |
| Jorgeous                   | Jorge Meza                     | 21  | Nashville – Tennessee    | 6º/7º posto    |
| Jasmine Kennedie           | Kyle Jasmine Koritkowski       | 22  | New York – New York      | 8º posto       |
| Kerri Colby                | Elyse Alessandra Anderson      | 24  | Los Angeles – California | 9º posto       |
| Maddy Morphosis            | Daniel Truitt                  | 26  | Fayetteville – Arkansas  | 10º posto      |
| Orion Story                | Chance Lambert                 | 25  | Grand Rapids – Michigan  | 11º posto      |
| Kornbread "The Snack" Jeté | Demoria Elise Williams         | 29  | Los Angeles – California | 12º posto      |
| Alyssa Hunter              | Joshua Enrique Ortolanza Resto | 26  | Cataño – Porto Rico      | 13º posto      |
| June Jambalaya             | Tyron'e Porter                 | 29  | Los Angeles – California | 14º posto      |

## Tabella eliminazioni
| Ordine | Episodi   | Episodi  | Episodi   | Episodi   | Episodi   | Episodi  | Episodi  | Episodi  | Episodi  | Episodi  | Episodi  | Episodi  | Episodi  | Episodi | Episodi                   |
| Ordine | 1         | 2        | 3         | 4         | 5         | 6        | 7        | 8        | 9        | 10       | 11       | 12       | 13       | 14      | 16                        |
| ------ | --------- | -------- | --------- | --------- | --------- | -------- | -------- | -------- | -------- | -------- | -------- | -------- | -------- | ------- | ------------------------- |
| 1      | Kornbread | Angeria  | Willow    | Angeria   | Bosco     | Jorgeous | Camden   | Daya     | Bosco    | DeJa     | DeJa     | Camden   | Bosco    | Camden  | Willow Pill               |
| 2      | Bosco     | Camden   | Angeria   | DeJa      | Angeria   | Angeria  | Daya     | Angeria  | DeJa     | Angeria  | Daya     | Daya     | Camden   | Daya    | Lady Camden               |
| 3      | Willow    | Jorgeous | Jorgeous  | Willow    | Camden    | Camden   | Bosco    | DeJa     | Willow   | Bosco    | Willow   | Willow   | Willow   | Bosco   | Angeria Paris VanMicheals |
| 4      | Kerri     | Jasmine  | Alyssa    | Camden    | Maddy     | Daya     | Jasmine  | Willow   | Camden   | Camden   | Jorgeous | Angeria  | Angeria  | Angeria | Bosco                     |
| 5      | Alyssa    | Maddy    | Bosco     | Bosco     | Willow    | Willow   | Jorgeous | Bosco    | Angeria  | Daya     | Camden   | DeJa     | Daya     | Willow  | Daya Betty                |
| 6      | June      | DeJa     | Kerri     | Jorgeous  | Kerri     | Bosco    | Willow   | Jorgeous | Daya     | Jasmine  | Angeria  | Jorgeous | DeJa     |         |                           |
| 7      |           |          | Kornbread | Jasmine   | DeJa      | Kerri    | DeJa     | Camden   | Jasmine  | Jorgeous | Bosco    | Bosco    | Jorgeous |         |                           |
| 8      |           |          | Daya      | Maddy     | Daya      | DeJa     | Kerri    | Jasmine  | Jorgeous | Willow   | Jasmine  |          |          |         |                           |
| 9      |           |          | DeJa      | Daya      | Jasmine   | Jasmine  | Angeria  | Kerri    |          |          |          |          |          |         |                           |
| 10     |           |          | Jasmine   | Orion     | Jorgeous  | Maddy    |          |          |          |          |          |          |          |         |                           |
| 11     |           |          | Camden    | Kornbread | Orion     |          |          |          |          |          |          |          |          |         |                           |
| 12     |           |          | Orion     | Kerri     | Kornbread |          |          |          |          |          |          |          |          |         |                           |
| 13     | Orion     | Daya     | Maddy     | Alyssa    |           |          |          |          |          |          |          |          |          |         |                           |
| 14     | Orion     | Daya     | June      |           |           |          |          |          |          |          |          |          |          |         |                           |

     La concorrente ha vinto la gara
     La concorrente è arrivata in finale ma non ha vinto la gara
     La concorrente è arrivata in finale, ma è stata eliminata
     La concorrente ha vinto la puntata
     La concorrente figura tra le prime, si è esibita in playback ma ha perso
     La concorrente figura tra le prime ma non ha vinto la puntata
     La concorrente è salva ed accede alla puntata successiva (in ordine casuale)
     La concorrente figura tra gli ultimi ma non è a rischio eliminazione
     La concorrente figura tra gli ultimi ed è a rischio eliminazione
     La concorrente è stata eliminata
     La concorrente ha ricevuto l'immunità ed è salva
     La concorrente ha vinto il playback al LaLaPaRUza ed è rimasta nella competizione
     La concorrente è stata eliminata, ma poi riammessa in una puntata successiva
     La concorrente è stata eliminata, ma poi riammessa in gara in quanto proprietaria della barretta d'oro
     La concorrente si è ritirata dalla competizione per problemi di salute

## Giudici
- RuPaul
- Michelle Visage
- Ross Mathews
- Carson Kressley

### Giudici ospiti
I giudici ospiti sono: 
- Alec Mapa
- Alicia Keys
- Andra Day
- Ava Max
- Christine Chiu
- Dove Cameron
- Dulcé Sloan
- Lizzo
- Loni Love
- Nicole Byer
- Olivia Rodrigo
- Taraji P. Henson
- TS Madison

## Special guest
In quest'edizione ci sono stati dei cameo celebrities e di concorrenti delle passate edizioni di RuPaul's Drag Race, che però non sono stati giudici durante la puntata:
- Albert Sanchez
- Jennifer Lopez
- Jaymes Mansfield
- Kahmora Hall
- Tempest DuJour
- Sarah McLachlan
- Raven
- David Benjamin Steinberg
- Leland
- Leslie Jordan
- Miguel Zarate
- Norvina
- LaLa Ri
- Alexis Mateo
- Jaida Essence Hall
- Kameron Michaels
- Trinity K. Bonét
- Kahanna Montrese
- Naomi Smalls
- Derrick Barry
- Hot Chocolate
- Symone

## Riassunto episodi

### Episodio 1 -Big Opening #1
Il primo episodio della quattordicesima edizione si apre con l'ingresso di sette delle quattordici concorrenti nell'atelier. La prima ad entrare è Alyssa Hunter, l'ultima è Orion Story. RuPaul fa il suo ingresso annunciando l'inizio di una nuova edizione dando il benvenuto alle prime concorrenti. Come è già accaduto nelle passate edizioni, RuPaul spiega loro che la grande apertura di quest'edizione sarà divisa in due parti ma che, come è già accaduto durante la sesta edizione, una concorrente sarà eliminata già al termine di questo episodio.
- La mini sfida: le concorrenti devono posare per un servizio fotografico su una ruota della fortuna, mentre devono resistere alla forza centrifuga della ruota in movimento. La vincitrice della mini sfida è Kerri Colby.
- La sfida principale: le concorrenti prendono parte ad una gara di talenti, esibendosi davanti ai giudici. RuPaul ritorna nell'atelier per vedere i preparativi della sfida e, intanto, offre alle concorrenti consigli su come dare il massimo per mostrare il proprio talento. Successivamente, le concorrenti vengono raggiunte da Lizzo, che spende tempo con loro per augurarle buona fortuna per la loro prima sfida. Le concorrenti decidono di esibirsi nelle seguenti categorie:

| Concorrente                | Talento dell'esibizione       |
| -------------------------- | ----------------------------- |
| June Jambalaya             | Danza tribale                 |
| Bosco                      | Burlesque                     |
| Alyssa Hunter              | Lip Sync                      |
| Kerri Colby                | Salto con la corda e Lip Sync |
| Orion Story                | Aerobica comica               |
| Kornbread "The Snack" Jeté | Canto e ballo                 |
| Willow Pill                | Tutorial comico               |

Giudice ospite della puntata è Lizzo. Il tema della sfilata è Signature Show-Stopping Drag, dove le concorrenti devono sfoggiare il loro abito preferito. Dopo la sfilata e le critiche dei giudici, RuPaul dichiara June Jambalaya e Orion Story le peggiori, mentre Kornbread "The Snack" Jeté è la migliore della puntata.
- L'eliminazione: June Jambalaya e Orion Story vengono chiamate ad esibirsi con la canzone Water Me di Lizzo. June Jambalaya si salva, mentre Orion Story viene eliminata dalla competizione.

### Episodio 2 -Big Opening #2
Il secondo episodio della quattordicesima edizione si apre con l'ingresso delle ultime sette delle quattordici concorrenti nell'atelier. La prima ad entrare è Jorgeous, l'ultima è Daya Betty. RuPaul fa il suo ingresso annunciando l'inizio di una nuova edizione dando il benvenuto alle concorrenti. Come è già accaduto nell'episodio precedente, RuPaul spiega loro che la grande apertura di quest'edizione sarà divisa in due parti ma che, come è già accaduto durante la sesta edizione, una concorrente sarà eliminata al termine di questo episodio.
- La mini sfida: le concorrenti devono posare per un servizio fotografico all'interno di una ciotola gigante contente delle tic tac. La vincitrice della mini sfida è Angeria Paris VanMicheals.
- La sfida principale: le concorrenti prendono parte ad una gara di talenti, esibendosi davanti ai giudici. RuPaul ritorna nell'atelier per vedere i preparativi della sfida e, intanto, offre alle concorrenti consigli su come dare il massimo per mostrare il proprio talento. Successivamente, le concorrenti vengono raggiunte da Alicia Keys, che spende tempo con loro per augurarle buona fortuna per la loro prima sfida. Le concorrenti decidono di esibirsi nelle seguenti categorie:

| Concorrente               | Talento dell'esibizione |
| ------------------------- | ----------------------- |
| Jorgeous                  | Lip Sync                |
| Jasmine Kennedie          | Lip Sync e ballo        |
| Daya Betty                | Lip Sync                |
| Lady Camden               | Balletto                |
| DeJa Skye                 | Cheerleading comico     |
| Maddy Morphosis           | Chitarra elettrica      |
| Angeria Paris VanMicheals | Canto e ballo           |

Giudice ospite della puntata è Alicia Keys. Il tema della sfilata è Sickening Signature Drag, dove le concorrenti devono sfoggiare il loro abito preferito. Dopo la sfilata e le critiche dei giudici, RuPaul dichiara DeJa Skye e Daya Betty le peggiori, mentre Angeria Paris VanMicheals è la migliore della puntata.
- L'eliminazione: DeJa Skye e Daya Betty vengono chiamate ad esibirsi con la canzone Fallin' di Alicia Keys. DeJa Skye si salva, mentre Daya Betty viene eliminata dalla competizione.

### Episodio 3 -A Pair of Balls
Il terzo episodio si apre con l'incontro di tutte le concorrenti nell'atelier per la prima volta, dove discutono sulle varie eliminazioni e scherzano su quale gruppo sarà migliore durante la competizione. La mattina seguente RuPaul fa il suo ingresso nell'atelier annunciando due sorprese per le concorrenti.
Come prima sorpresa, RuPaul annuncia il ritorno nella competizione di Orion Story e Daya Betty, offrendo ad entrambe una seconda possibilità. Come seconda sorpresa, le concorrenti devono pescare una barretta di cioccolato, che saranno aperte nel corso delle settimane dall'eliminata di turno, e solo in una di esse è presente una barretta d'oro, che permetterà alla concorrente eliminata che ne è in possesso di essere salva e tornare in competizione.
- La sfida principale: le concorrenti, suddivise in base alla puntata d'ingresso, partecipano a due differenti Ball, dove presenteranno tre look differenti; il terzo dovrà essere cucito e assemblato a mano.

Il primo gruppo, composto da Alyssa, Bosco, June, Kerri, Kornbread, Orion e Willow, prende parte al Hide n Chic Ball. Le categorie sono:
- - Zebra Print Resort: un look da donna ricca con stampe zebrate;
  - Leopard Evening Gown Down: un look da sera con stampe leopardate;
  - Wedding Gown Eleganza: un look da sposa realizzato in giornata con materiali, stoffe e stampe animalier.

Il secondo gruppo, composto da Angeria, Camden, Daya, DeJa, Jasmine, Jorgeous e Maddy, prende parte al Red, White & Blue Ball. Le categorie sono:
- - Red Hot Resort: un look da donna ricca completamente rosso;
  - Evening Gown Down: All in White: un look da sera completamente bianco;
  - Wedding Gown Eleganza: un look da sposa realizzato in giornata con materiali, stoffe e stampe con i colori della bandiera statunitense.

Giudice ospite della puntata è Christine Chiu. RuPaul dichiara Alyssa, Bosco, Kerri, Kornbread, Daya, DeJa, Jasmine e Camden salve, e lascia le altre concorrenti sul palco per le critiche. June Jambalaya e Maddy Morphosis sono le peggiori, mentre Willow Pill è la migliore della puntata.
- L'eliminazione: June Jambalaya e Maddy Morphosis vengono chiamate ad esibirsi con la canzone I Love It di Kylie Minogue. Maddy Morphosis si salva, mentre June Jambalaya viene eliminata dalla competizione.

### Episodio 4 -She's a Super Tease
Il quarto episodio si apre con le concorrenti che rientrano nell'atelier dopo l'eliminazione di June, con Maddy grata di avere ancora una possibilità per dimostrare le sue qualità. Intanto Jasmine è delusa per non aver vinto la sfida a cui aspirava di più.
- La sfida principale: le concorrenti, divise in due gruppi, devono ideare, realizzare e produrre due teaser-trailer per promuovere la quattordicesima edizione di RuPaul's Drag Race. Willow Pill e Maddy Morphosis, rispettivamente la migliore e una delle peggiori delle puntata precedente, saranno le due caposquadra. Willow sceglie per il suo team Kornbread, Camden, Bosco, Kerri e Jorgeous, mentre Maddy sceglie DeJa, Daya, Angeria, Alyssa e Orion. L'esclusa dalla scelta è stata Jasmine, che ha avuto l'opportunità di scegliere con quale gruppo unirsi, scegliendo quello di Willow. Dopo aver scritto il copione, le concorrenti raggiungono Michelle Visage e Carson Kressley, che aiuteranno a produrre gli spot nel ruolo di regista. Successivamente, le concorrenti ricevono un video-messaggio da Jennifer Lopez, per augurargli buona fortuna per la loro prossima sfilata.

Giudice ospite della puntata è Loni Love. Il tema della sfilata è Nights of 1000 J.Lo's, dove le concorrenti devono sfoggiare un abito che rispecchi un look iconico di Jennifer Lopez. RuPaul dichiara Camden, Bosco, Jorgeous, Jasmine, Maddy, Daya e Orion salve, e lascia le altre concorrenti sul palco per le critiche. Kerri Colby e Alyssa Hunter sono le peggiori, mentre Angeria Paris VanMicheals è la migliore della puntata.
- L'eliminazione: Kerri Colby e Alyssa Hunter vengono chiamate ad esibirsi con la canzone Play di Jennifer Lopez. Kerri Colby si salva, mentre Alyssa Hunter viene eliminata dalla competizione.

### Episodio 5 -Save a Queen
Il quinto episodio si apre con le concorrenti che rientrano nell'atelier dopo l'eliminazione di Alyssa, complimentandosi con Angeria per la sua seconda vittoria. Intanto alcune concorrenti, in particolare Bosco, Kornbread, Kerri e Camden, vogliono dimostrare le proprie qualità ai giudici.
Il giorno seguente le concorrenti ritornano nell'atelier, dove viene notata l'assenza di Kornbread. RuPaul fa il suo ingresso annunciando il ritiro di Kornbread "The Snack" Jeté a causa di un grave infortunio al ginocchio.
- La sfida principale: le concorrenti, divise in tre gruppi, devono ideare, realizzare e produrre uno spot commerciale per promuovere la campagna di beneficenza Save a Queen, con lo scopo di salvaguardare e tutelare le prime eliminate dello show. Tempest DuJour, Jaymes Mansfield e Kahmora Hall, rispettivamente le prime eliminate della settima, nona e tredicesima edizione, saranno le protagoniste degli spot. Per determinare le squadre, le concorrenti devono far scoppiare dei palloncini, pieni di coriandoli colorati, appesi ai membri della Pit Crew. Il primo team è composto da DeJa, Kerri, Jorgeous e Angeria che lavoreranno con Tempest DuJour, il secondo team è formato da Jasmine, Maddy, Willow e Orion che lavoreranno con Jaymes Mansfield ed, infine, l'ultimo team comprende Bosco, Daya e Camden che lavoreranno con Kahmora Hall. Dopo aver scritto il copione, le concorrenti raggiungono Michelle Visage e Sarah McLachlan, che aiuteranno a produrre gli spot nel ruolo di regista.

Giudice ospite della puntata è Ava Max. Il tema della sfilata è Spring Has Sprung, dove le concorrenti devono sfoggiare un abito ispirato alla primavera. RuPaul dichiara Maddy, Willow, Kerri, DeJa e Daya salve, e lascia le altre concorrenti sul palco per le critiche. Jorgeous e Orion Story sono le peggiori, mentre Bosco è la migliore della puntata.
- L'eliminazione: Jorgeous e Orion Story vengono chiamate ad esibirsi con la canzone My Head & My Heart di Ava Max. Jorgeous si salva, mentre Orion Story viene eliminata dalla competizione.

### Episodio 6 -Glamazon Prime
Il sesto episodio si apre con le concorrenti che rientrano nell'atelier dopo l'eliminazione di Orion, con Jorgeous grata di avere una seconda possibilità. Intanto Daya è delusa di essere l'unica del suo team a non essere stata tra le migliori.
- La sfida principale: le concorrenti devono realizzare un outfit utilizzando i materiali che troveranno all'interno di varie scatole provenienti dal servizio di spedizione Glamazon Prime, parodia di Amazon Prime. Durante la scelta dei materiali Willow ha grande difficoltà nell'aprire le varie scatole a causa della sua cistinosi, per questo motivo decide di utilizzare per il suo outifit gli scarti delle altre. Quando RuPaul ritorna nell'atelier, insieme a lui c'è anche Carson Kressley, per vedere come le concorrenti procedono con la creazione degli abiti, offrendo inoltre consigli su come eccellere in una sfida di design.

Giudice ospite della puntata è Taraji P. Henson. Il tema della sfilata è Glamazon Primetime, dove le concorrenti devono presentare l'outfit appena creato. RuPaul dichiara Daya, Willow, Bosco e Kerri salve, e lascia le altre concorrenti sul palco per le critiche. Jasmine Kennedie e Maddy Morphosis sono le peggiori, mentre Jorgeous è la migliore della puntata.
- L'eliminazione: Jasmine Kennedie e Maddy Morphosis vengono chiamate ad esibirsi con la canzone Suga Mama di Beyoncé. Jasmine Kennedie si salva, mentre Maddy Morphosis viene eliminata dalla competizione.

### Episodio 7 -The Daytona Wind
Il settimo episodio si apre con le concorrenti che rientrano nell'atelier dopo l'eliminazione di Maddy, con Jasmine fiera della sua esibizione al playback, soprattutto dopo la discussione che ha avuto con Maddy durante l'Untucked. Intanto Daya afferma che Jorgeous non meritava la vittoria poiché, rispetto alle altre concorrenti, aveva realizzato un outfit meno elaborato.
- La sfida principale: le concorrenti devono recitare nella soap opera The Daytona Wind, parodia della soap opera Dynasty. Avendo vinto la puntata precedente Jorgeous ha la possibilità di assegnare i vari ruoli della sfida. Durante l'assegnazione dei ruoli, si vengono a creare delle tensioni fra alcune delle concorrenti che vogliono interpretare lo stesso personaggio.

| Concorrente               | Personaggio interpretato |
| ------------------------- | ------------------------ |
| Angeria Paris VanMicheals | Maxine O'Hara            |
| Bosco                     | Fancy Michaels           |
| Daya Betty                | Michaels Sister #1       |
| DeJa Skye                 | Maggie Davenport         |
| Jasmine Kennedie          | Hattie Rutt O'Hara       |
| Jorgeous                  | Sierra Michaels          |
| Kerri Colby               | Deandra Davenport        |
| Lady Camden               | Leona Michaels           |
| Willow Pill               | Michaels Sister #2       |

Giudice ospite della puntata è Ts Madison. Il tema della sfilata è Chaps on the Runway, dove le concorrenti devono sfoggiare un abito con dei chaps. RuPaul dichiara DeJa, Kerri ed Angeria salve, e lascia le altre concorrenti sul palco per le critiche. Visto l'ottimo lavoro di tutte le concorrenti, RuPaul annuncia che non ci sarà nessuna eliminazione e che le due concorrenti con la migliore performance si sfideranno in un playback della vittoria per decretare la vincitrice della puntata. Lady Camden e Daya Betty vengono nominate le migliori della sfida.
- Il playback della vittoria: Lady Camden e Daya Betty vengono chiamate ad esibirsi con la canzone One Way or Another dei Blondie. Lady Camden viene dichiarata vincitrice del playback e viene proclamata anche la migliore della puntata.

### Episodio 8 -60s Girl Groups
L'ottavo episodio si apre con le concorrenti che rientrano nell'atelier dopo il playback della vittoria, con Camden al settimo cielo per la sua prima vittoria. Intanto molte concorrenti si congratulano con Jasmine per aver fatto coming out come persona transgender.
- La mini sfida: le concorrenti devono "leggersi" a vicenda, ovvero dire qualcosa di cattivo ma facendolo in modo scherzoso. La vincitrice della mini sfida è Bosco.
- La sfida principale: le concorrenti vengono divise in tre gruppi e devono scrivere, produrre e coreografare un numero da girl group a tema anni '60. Il primo gruppo è composto da Angeria, Camden e Kerri, il secondo è formato da DeJa, Jasmine e Jorgeous ed, infine, l'ultimo gruppo comprende Bosco, Daya, e Willow. Durante la divisione dei gruppi, si vengono a creare delle tensioni fra alcune delle concorrenti che vogliono interpretare lo stesso brano. Una volta scritte le strofe, le concorrenti raggiungono lo studio di registrazione, dove Michelle Visage e David Benjamin Steinberg offrono loro consigli e aiuto per la registrazione del pezzo. Durante le registrazioni delle tracce Kerri e Jorgeous hanno dei problemi d'intonazione mentre Angeria, Bosco e DeJa ricevono complimenti per la loro estensione vocale. Successivamente ogni gruppo raggiunge il palco principale per organizzare le rispettive coreografie.

| Concorrenti               | Nome girl group  | Brano della performance |
| ------------------------- | ---------------- | ----------------------- |
| Bosco                     | The Shang-Ru-Las | "Bad Boy Baby"          |
| Daya Betty                | The Shang-Ru-Las | "Bad Boy Baby"          |
| Willow Pill               | The Shang-Ru-Las | "Bad Boy Baby"          |
| DeJa Skye                 | The Ru-Netts     | "He's My Baby"          |
| Jasmine Kennedie          | The Ru-Netts     | "He's My Baby"          |
| Jorgeous                  | The Ru-Netts     | "He's My Baby"          |
| Angeria Paris VanMicheals | The Ru-Presmes   | "My Baby Is Love"       |
| Kerri Colby               | The Ru-Presmes   | "My Baby Is Love"       |
| Lady Camden               | The Ru-Presmes   | "My Baby Is Love"       |

Giudice ospite della puntata è Alec Mapa. Il tema della sfilata è Heart On, dove le concorrenti devono sfoggiare un abito dedicato all'amore. RuPaul dichiara Willow, Bosco e Jorgeous salve, e lascia le altre concorrenti sul palco per le critiche. Jasmine Kennedie e Kerri Colby sono le peggiori, mentre Daya Betty è la migliore della puntata.
- L'eliminazione: Jasmine Kennedie e Kerri Colby vengono chiamate ad esibirsi con la canzone Un-Break My Heart (Hex Hector Remix) di Toni Braxton. Jasmine Kennedie si salva, mentre Kerri Colby viene eliminata dalla competizione.

### Episodio 9 -Menzes
Il nono episodio si apre con le concorrenti che rientrano nell'atelier dopo l'eliminazione di Kerri, con Jasmine triste per aver eliminato una sua carissima amica. Intanto Daya è al settimo cielo per la sua prima vittoria e, inoltre, si discute di come DeJa e Jasmine siano le uniche concorrenti rimaste in gara a non aver ottenuto ancora una vittoria.
- La mini sfida: le concorrenti devono realizzare un outfit con delle calzamaglie per poi posare nell'arte del photobombing. La vincitrice della mini sfida è Willow Pill.
- La sfida principale: le concorrenti, divise in due gruppi, devono prendere parte ad una sessione speciale del RuPaul's DragCon dove dovranno discutere sugli uomini della loro vita come i padri, fratelli, cugini oppure i loro fidanzati. Avendo vinto la mini sfida Willow ha la possibilità di scegliere i componenti del suo team, scegliendo DeJa, Angeria e Camden; mentre Daya, Bosco, Jasmine e Jorgeous formano il secondo gruppo. RuPaul ritorna nell'atelier per vedere come procedono i preparativi della sfida offrendo, inoltre, consigli su come parlare davanti ad un pubblico.

Giudice ospite della puntata è Nicole Byer. Il tema della sfilata è Shoulder Pads, dove le concorrenti devono sfoggiare un abito con delle spalline. RuPaul dichiara Camden e Angeria salve, e lascia le altre concorrenti sul palco per le critiche. Jorgeous e Jasmine Kennedie sono le peggiori, mentre Bosco è la migliore della puntata.
- L'eliminazione: Jorgeous e Jasmine Kennedie vengono chiamate ad esibirsi con la canzone Something's Got a Hold on Me di Etta James. Dopo un'esibizione fantastica da parte di entrambe, RuPaul annuncia che sia Jorgeous sia Jasmine sono salve e che nessuna verrà eliminata.

### Episodio 10 -Snatch Game
Il decimo episodio si apre con le concorrenti che rientrano nell'atelier dopo la mancata eliminazione, che si complimentano con Jasmine e Jorgeous per la loro esibizione al playback.
- La mini sfida: le concorrenti devono realizzare un outfit d'alta moda utilizzando esclusivamente del pluriball. La vincitrice della mini sfida è Bosco.
- La sfida principale: le concorrenti prendono parte alla sfida più attesa in ogni edizione, lo Snatch Game. Dove Cameron e Raven sono le concorrenti del gioco. Le concorrenti dovranno scegliere una celebrità e impersonarla per l'intero gioco, con lo scopo di essere il più divertenti possibili. RuPaul ritorna nell'atelier per vedere quali personaggi sono stati scelti, inoltre, aiuta le concorrenti con vari consigli per dare il meglio nel gioco. Le celebrità scelte dai concorrenti sono state:

| Concorrente               | Celebrità impersonata |
| ------------------------- | --------------------- |
| Angeria Paris VanMicheals | Tammie Brown          |
| Bosco                     | Gwyneth Paltrow       |
| Daya Betty                | Ozzy Osbourne         |
| DeJa Skye                 | Lil Jon               |
| Jasmine Kennedie          | Betsy DeVos           |
| Jorgeous                  | Ilana Glazer          |
| Lady Camden               | William Shakespeare   |
| Willow Pill               | Drew Barrymore        |

Giudice ospite della puntata è Dove Cameron. Il tema della sfilata è Holy Couture, dove le concorrenti devono sfoggiare un abito ispirato al cattolicesimo. Dopo la sfilata e le critiche dei giudici, RuPaul dichiara DeJa Skye la migliore della puntata, mentre tutte le altre, a causa della scarsa performance, sono reputate le peggiori.
- L'eliminazione: visto l'alto numero di concorrenti a rischio eliminazione, RuPaul annuncia che nella prossima puntata si svolgerà il LaLaPaRUza, un torneo di playback dove le concorrenti si sfideranno per restare in gara.

### Episodio 11 -An Extra Special Episode
L'undicesimo episodio si apre con le concorrenti che rientrano nell'atelier dopo l'annuncio del torneo di playback, che si chiedono su come si potrebbe svolgere dato l'alto numero di concorrenti a rischio eliminazione. Intanto Daya non è per niente soddisfatta di essere a rischio assieme a concorrenti che, nonostante siano state più volte tra le peggiori, sono ottime avversarie al playback. Il giorno successivo nell'atelier, durante i preparativi per il torneo, si discute su come dare il meglio durante i playback e su quali generi musicali siano più appetibili per le singole concorrenti. 
I giudici della puntata sono RuPaul, Michelle Visage, Ross Mathews e Carson Kressley. Il tema della sfilata è LaLaPaRUza Eleganza, dove le concorrenti devono sfoggiare gli abiti con i quali avrebbero partecipato al torneo. Avendo vinto la puntata precedente, DeJa Skya è immune dalla sfida e viene dichiarata automaticamente salva.
- Il torneo: vengono annunciate le regole del LaLaPaRUza, ad ogni manche viene estratto a sorte il nome di una concorrente, che ha la possibilità di decidere chi sfidare durante il playback, mentre la seconda concorrente ha la facoltà di scegliere il brano per l'esibizione. Solo chi vince potrà essere dichiarata salva, mentre la perdente dovrà nuovamente prendere parte ad un nuovo playback per salvarsi dall'eliminazione.

Nel primo duello Jasmine Kennedie sceglie di sfidare Daya Betty, che si esibiscono in playback sulla canzone Respect di Aretha Franklin. Daya Betty viene dichiarata vincitrice e si salva dall'eliminazione.
Nel secondo duello Willow Pill sceglie di sfidare Bosco, che si esibiscono in playback sulla canzone Never Too Much di Luther Vandross. Willow Pill viene dichiarata vincitrice e si salva dall'eliminazione.
Nel terzo duello, dato il numero dispari delle concorrenti, Angeria Paris VanMicheals, Jorgeous e Lady Camden si esibiscono in playback sulla canzone Radio di Beyoncé. Jorgeous viene dichiarata vincitrice e si salva dall'eliminazione.
Nel quarto duello Lady Camden sceglie di sfidare Bosco, che si esibiscono in playback sulla canzone Don't Let Go (Love) delle En Vogue. Lady Camden viene dichiarata vincitrice e si salva dall'eliminazione.
Nel quinto duello del torneo Angeria Paris VanMicheals e Jasmine Kennedie si esibiscono in playback sulla canzone Love Don't Cost a Thing di Jennifer Lopez. Angeria Paris VanMicheals viene dichiarata vincitrice e si salva dall'eliminazione.
Dopo il torneo RuPaul annuncia che Bosco e Jasmine Kennedie hanno un'ultima possibilità di salvarsi dall'eliminazione, sfidandosi in un ultimo duello al playback.
- L'eliminazione: Bosco e Jasmine Kennedie vengono chiamate ad esibirsi con la canzone Swept Away di Diana Ross. Bosco si salva, mentre Jasmine Kennedie viene eliminata dalla competizione.

### Episodio 12 -Moulin Ru: The Rusical
Il dodicesimo episodio si apre con le concorrenti che rientrano nell'atelier il giorno dopo il LaLaPaRUza, che ha decretato l'eliminazione di Jasmine, con Bosco determinata a tornare tra le migliori dopo essere stata quasi eliminata nella puntata precedente.
- La sfida principale: le concorrenti prenderanno parte a un musical ispirato a Moulin Rouge! in cui ogni concorrente avrà il ruolo di un personaggio ispirato da uno proveniente del musical di Broadway. Durante l'assegnazione dei copioni molte concorrenti hanno delle preferenze sui vari ruoli da fare, come ad esempio Bosco e Camden per la parte di Saltine, ma alla fine Camden decide di cedere il ruolo sotto consiglio delle altre. Una volta assegnati i copioni, le concorrenti raggiungono lo studio di registrazione, dove Leland offre loro consigli e aiuto per la registrazione del pezzo. Successivamente le concorrenti incontrano il coreografo Miguel Zarate, con la partecipazione di Leslie Jordan nel ruolo di direttore artistico, con il quale organizzano la coreografia per il brano. I personaggi impersonati dai concorrenti sono stati:

| Concorrente               | Personaggio impersonato |
| ------------------------- | ----------------------- |
| Angeria Paris VanMicheals | Charisma                |
| Bosco                     | Saltine                 |
| Daya Betty                | Uniqueness              |
| DeJa Skye                 | Nerve                   |
| Jorgeous                  | Talent                  |
| Lady Camden               | Mama Z                  |
| Willow Pill               | Green Fairy             |

Giudice ospite della puntata è Andra Day. Il tema della sfilata è Mirror, Mirror, dove le concorrenti devono sfoggiare un abito con un tessuto lucido. Durante i giudizi viene chiesto alle concorrenti, chi secondo loro merita di essere eliminata. Dopo la sfilata e le critiche dei giudici, RuPaul dichiara Bosco e Jorgeous le peggiori mentre Lady Camden è le migliore della puntata.
- L'eliminazione: Bosco e Jorgeous vengono chiamate ad esibirsi con la canzone Heartbreak Hotel (Hex Hector Remix) di Whitney Houston feat. Faith Evans e Kelly Price. Jorgeouse si salva, tuttavia si viene a scoprire che Bosco è la proprietaria della barretta d'oro. Pertanto viene dichiarata salva e non c'è nessuna eliminazione.

### Episodio 13 -The Ross Mathews Roast
Il tredicesimo episodio si apre con le concorrenti che rientrano nell'atelier dopo la mancata eliminazione, con Bosco grata di aver un'altra possibilità per dimostrare le sue qualità, mentre le altre non sono contente poiché a partire dalla prossima settimana tutte le eliminazioni saranno definitive.
- La mini sfida: le concorrenti, divise in due gruppi, devono dipingere un murales dedicato a RuPaul e Dolly Parton in trenta minuti. Il primo gruppo è composto da DeJa, Angeria e Jorgeous che dipingeranno il lato dedicato a RuPaul, mentre il secondo gruppo è composto da Camden, Willow, Daya e Bosco che dipingeranno il lato dedicato a Dolly Parton. Le vincitrici della mini sfida sono Lady Camden, Willow Pill, Daya Betty e Bosco.
- La sfida principale: le concorrenti prendono parte al RuPaul's Roast dedicato a Ross Mathews, dove devono prendere in giro in maniera scherzosa Mathews e i restanti giudici. Avendo vinto la mini sfida, Camden, Willow, Daya e Bosco decidono l'ordine di esibizione che è: Bosco, Jorgeous, Willow, Angeria, Daya, DeJa e Camden. Una volta scritte le battute, ogni concorrente raggiunge il palco principale dove ricevono consigli da Michelle Visage e Dulcé Sloan.

Giudice ospite della puntata è Dulcé Sloan. Il tema della sfilata è Tutu Much, dove le concorrenti devono sfoggiare un abito con un tutù. Dopo la sfilata e le critiche dei giudici, RuPaul dichiara Jorgeous, Daya Betty e DeJa Skye le peggiori mentre Bosco è la migliore della puntata.
- L'eliminazione: Daya Betty, Jorgeous e DeJa Skye vengono chiamate ad esibirsi con la canzone Good 4 U di Olivia Rodrigo. Daya Betty si salva, mentre DeJa Skye e Jorgeous vengono eliminate dalla competizione.

### Episodio 14 -Catwalk
Il quattordicesimo episodio si apre con le concorrenti che rientrano nell'atelier dopo l'eliminazione di DeJa e Jorgeous, con le concorrenti al settimo cielo per essere le ultime cinque rimaste. Successivamente fanno il calcolo delle vittorie di tutti, e molte si chiedono chi riuscirà ad accedere alla finale e chi sarà eliminata.
- La sfida principale: per l'ultima sfida, RuPaul annuncia che ogni concorrente deve scrivere e registrare una strofa che farà parte del nuovo singolo di RuPaul, intitolato Catwalk. Successivamente devono poi esibirsi con la canzone in uno studio antecedente al palcoscenico, eseguendo una coreografia e, infine, prendere parte ad un podcast con RuPaul e Michelle Visage.

Dopo aver scritto il proprio pezzo, una ad una le concorrenti prendono parte al podcast, dove RuPaul e Michelle Visage fanno domande sulla loro esperienza in questa edizione di RuPaul's Drag Race. Per la realizzazione del balletto nello studio le concorrenti incontrano Miguel Zárate che insegna loro la coreografia.
In questa puntata i giudici sono RuPaul, Michelle Visage, Ross Mathews e Carson Kressley. Il tema della sfilata di questa puntata è You're a Winner Baby, dove le concorrenti devono sfoggiare il loro abito migliore. RuPaul chiede ad ogni concorrente il motivo per cui deve accedere alla finale, e il perché deve essere scelta proprio lei come vincitrice. Dopo la sfilata e le critiche dei giudici, RuPaul dichiara Angeria Paris VanMicheals e Willow Pill le peggiori, mentre Lady Camden è la migliore della puntata ed accede alla finale. Bosco e Daya Betty sono salve ed accedono alla finale.
- L'eliminazione: Angeria Paris VanMicheals e Willow Pill vengono chiamate ad esibirsi con la canzone Telephone di Lady Gaga feat. Beyoncé. Dopo un'esibizione fantastica da parte di entrambe, RuPaul annuncia che sia Angeria sia Willow sono salve e che entrambe accederanno alla finale.

### Episodio 15 -Reunited
In questo episodio tutte le concorrenti si riuniscono insieme con RuPaul per parlare della loro esperienza nello show, discutendo di quali sono stati i loro momenti migliori, le sfide più difficili e delle scelte di stile effettuate delle concorrenti durante lo show. Inoltre viene assegnato lo "Stivale d'oro" (Golden Boot) al peggiore outfit della stagione, vinto da Maddy Morphosis per il look di Glamazon Primetime.

### Episodio 16 -Grand Finale
Nell'episodio finale della stagione, dopo che tutte le concorrenti hanno sfilato nella categoria Viva Drag Vegas, le cinque finaliste devono esibirsi in numeri coreografici con musiche originali. Soltanto due concorrenti saranno poi scelte da RuPaul per accedere al lipsync finale dove sarà proclamata la vincitrice.
Dopo ogni esibizione, RuPaul pone delle domande alle finaliste, di come il programma gli ha cambiato la vita e fa loro alcune sorprese. Le concorrenti si esibiscono nelle seguenti coreografie:
| Concorrente               | Coreografia            |
| ------------------------- | ---------------------- |
| Angeria Paris VanMicheals | Check My Track Record  |
| Bosco                     | Devil                  |
| Daya Betty                | Fighter                |
| Lady Camden               | I Fell Dowm (I Got Up) |
| Willow Pill               | I Hate People          |

Dopo tutte le esibizioni, le finaliste vengono richiamate sul palcoscenico principale per ascoltare il verdetto finale. RuPaul dichiara che ad accedere alla fase finale sono Lady Camden e Willow Pill, mentre Angeria Paris VanMicheals, Bosco e Daya Betty vengono eliminate dalla competizione.
Prima del lip-sync finale, viene annunciata la Miss Congeniality dell'edizione, che come la precedente edizione è stata scelta dalle concorrenti. Ad annunciare la vincitrice sono state Symone e LaLa Ri, rispettivamente vincitrice e Miss Congeniality dell'edizione precedente. A vincere il titolo è stata Kornbread "The Snack" Jeté.
Nel lip-sync finale, si scontrano Lady Camden e Willow Pill con la canzone Gimme! Gimme! Gimme! (A Man After Midnight) di Cher. Dopo il duello finale RuPaul dichiara Willow Pill vincitrice della quattordicesima edizione di RuPaul's Drag Race.